# Bothynophora elegans
Bothynophora elegans is een keversoort uit de familie Cupedidae. De wetenschappelijke naam van de soort is voor het eerst geldig gepubliceerd in 1865 door Heer.